# Salvatore Dal Negro

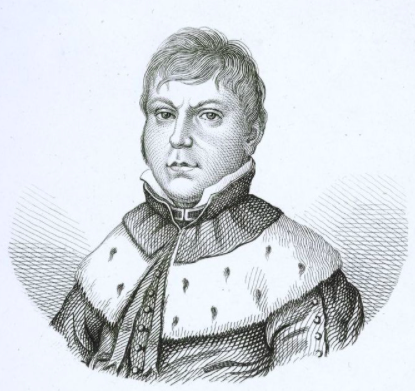
Professor Dal Negro in Padua, koninkrijk Lombardije-Venetië

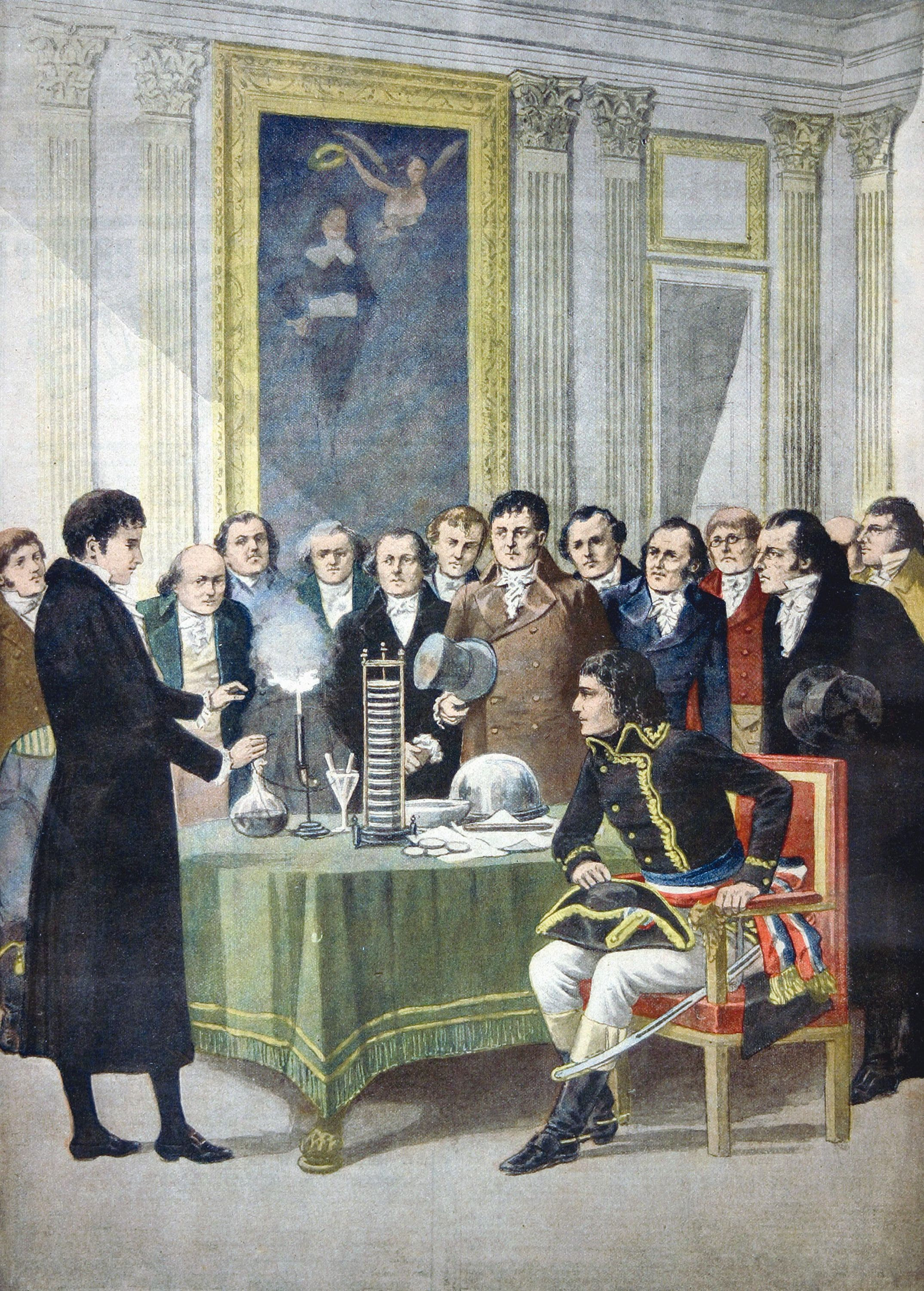
Volta presenteert zijn batterij aan Napoleon Bonaparte (1801). Dit werk fascineerde Dal Negro reeds als student in de rechten.

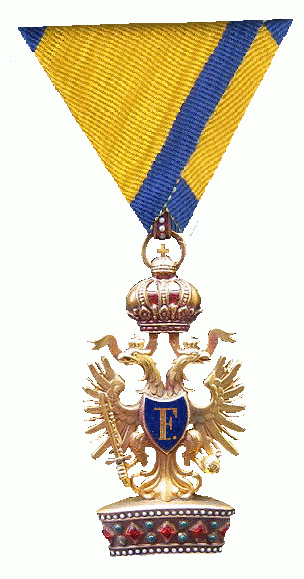
Ridder in de Orde van de IJzeren Kroon (Oostenrijk)

Salvatore Dal Negro (Venetië, 12 november 1769 – Padua, 31 januari 1839) was een Italiaans rooms-katholiek priester en jurist. Hij was hoogleraar natuurkunde aan de universiteit van Padua, waar hij de leerstoel experimentele natuurkunde bekleedde (1806-1839). Hij was rector magnificus in Padua (1828-1829).
Dal Negro was uitvinder van de oligochronometer en de dynamomagnetometer.

## Levensloop
Dal Negro groeide op in Venetië, hoofdstad van de gelijknamige republiek. Aanvankelijk volgde hij een kerkelijke carrière. Na zijn priesterwijding in 1791 in Venetië verhuisde hij naar Padua. Aan de universiteit van Padua studeerde hij rechten en werd doctor in beide rechten (1796). Als student rechten werkte hij in het laboratorium van experimentele natuurkunde bij professor Simon Stratico; hij was gefascineerd, zoals hij later berichtte, door elektromechanica.
Eenmaal jurist bleef Dal Negro verbonden aan de universiteit als docent filosofie. Doch hij was meer bij Stratico werkzaam dan in de school van filosofie. Stratico wierf Dal Negro aan als zijn assistent. In 1803 verliet Stratico de universiteit; hij werd hoogleraar in Pavia, in Lombardije. Dal Negro bleef assistent fysica, zonder diensthoofd. De Oostenrijkers, die intussen het bestuur hadden overgenomen in de voormalige republiek Venetië, deden beroep op hem. Dal Negro en abt A. Vivorio gaven hen wetenschappelijk advies over de regulering van het waterdebiet in de Brenta.
Eugène de Beauharnais, vice-koning van het napoleontische koninkrijk Italië, benoemde Dal Negro tot hoogleraar experimentele natuurkunde (1806). Deze behield de leerstoel tot zijn dood. Zijn eerste onderzoeken behandelden de tijdsmeting met behulp van een slinger. In 1809 ontwikkelde hij de oligochronometer om seconden te meten; hij berekende hiermee de beginsnelheid van een kogel. In 1810 verbeterde hij de hydraulische ram. De ram was een eerdere uitvinding van de Fransman Joseph Michel Montgolfier.
Dal Negro was onder de indruk van de Zuil van Volta of eerste elektrische batterij ontworpen door professor Alessandro Volta (1801) in Pavia, Lombardije. Volta had dit voorgesteld aan Napoleon en de Franse regering in Parijs (1801). Dal Negro startte zijn eigen onderzoek naar het verbeteren van de Zuil van Volta. Elektromechanica werd meer en meer zijn hoofdbezigheid.
Na de val van Napoleon werd Padua Oostenrijks door de oprichting van het koninkrijk Lombardije-Venetië. Keizer Frans I van Oostenrijk bevestigde de academische benoeming van Dal Negro (1817). Dal Negro perfectioneerde nog zijn oligochronometer en wierp zich daarna op de elektromechanica. In zijn laboratorium kreeg Dal Negro de hulp van Francesco Tessarolo, ingenieur in Padua. Dal Negro noemde elektrische batterijen ‘elektromotoren’ en elektromagneten ‘tijdelijke magneten’. Om de sterkte van elektromagnetische stroom te meten, ontwikkelde hij de dynamomagnetometer. 
In het academiejaar 1828-1829 was Dal Negro rector magnificus. 
Keizer Ferdinand I van Oostenrijk verleende hem de Orde van Ridder van de IJzeren Kroon (1838). Dal Negro was lid van de Academie van Padua, en was reeds als rechtenstudent aangenomen als ‘leerling’ van deze Academie (1794). Andere academies waar hij lid was, waren deze van Modena, Turijn, Mantua, Venetië en Treviso. 
In 1832 besprak Michael Faraday in Londen het onderzoekswerk met elektrodynamische batterijen uitgevoerd door Dal Negro.
De hydraulische ram kon Dal Negro zo perfectioneren dat hij, met behulp van elektromagnetische stroom, een last boven de grond kon optillen (1838); het was de voorloper van de elektromotor. Hij stierf in Padua in 1839 kort nadat hij een synthese van jaren elektromagnetisch onderzoek publiceerde in een Memoria.
Sommige apparaten die Dal Negro ontwikkelde, zoals de oligochronometer en de elektromagnetische ram, zijn bewaard in de afdeling Natuurkunde genoemd Galileo Galilei van de universiteit van Padua.

## Gepubliceerde werken
- Nuovo metodo di construire macchine elettriche di grandezza illimitata e nuovi esperimenti diretti a rettificare l’apparato elettrico (1801)
- Dell’ elettricismo idrometallico (1802)
- Di un nuovo elettrometro ed alcune esperienze relative alla carica della colonna voltiana (1804)
- Esperimenti e considerazioni sull’ariete idraulico (1811)
- Nuovo metodo di misurare le pieé minute frazioni del tempo (1816)
- Nuovo oligo-cronometro (1817)
- Sulla velocità iniziale dei projetti (1825; 1831)
- Nuove esperienze ed osservazioni elettro-magnetiche (1831)
- Nuove proprietà degli elettromotori elementari (1833)
- Esperimenti diretti a confermare le nuove proprietà degli elettromotori di Volta (1834)
- Nuova machina elettromagnetica (1834)
- Nuovi esperimenti sul magnetismo temporario (1835)
- Dinamo-magnetometro (1837)
- Sopra la proprietà dei perimetri dei due metalli costituenti gli elementi voltiana (1838)
- Descrizione degli arieti elettro-magnetici, tanto semplici, quanto composti (1838)
- Memoria sopra le proprietà dei perimetri dei due metalli costituenti gli elementi voltiani (1838).